# Heribert Barrera
Pour les articles homonymes, voir Barrera.
Heribert Barrera i Costa, né le 6 juillet 1917 à Barcelone et mort le 27 août 2011 dans la même ville, est un professeur, chimiste, et homme politique espagnol catalaniste, membre de la Gauche républicaine de Catalogne (ERC), premier président du Parlement de Catalogne après le franquisme (1980-1984).

## Biographie
Fils de l'homme politique Martí Barrera, il lutte dans le camp républicain durant la guerre civile et s'exile en France en 1939, jusqu'en 1952, à l'issue de celle-ci.

## Distinctions
- Membre associé du Félibrige[2]